# شعار ساو تومي وبرينسيب
يتألف شعار النبالة لدولة ساو توميه وبرينسيب من صقر على الشمال وببغاء على اليمين يحملان درع مرسوم عليه نخلة يعلوه نجمة زرقاء فوقها شريط يحمل اسم البلد أما في القاعدة فيوجد شعار الدولة «الوحدة، الانضباط، العمل».